# دانتي فيريتي
دانتي فيريتي (بالإيطالية: Dante Ferretti)‏ (مواليد 26 فبراير 1946) هو مصمم إنتاج ومخرج فني إيطالي، عمل في العديد من المشاريع السينمائية، وحصل على العديد من الجوائز.

## جوائز وترشيحات
حصل على جوائز منها:
جوائز
- جائزة الأوسكار لأفضل تصميم إنتاج، عن عمل: الطيار
- جائزة الأوسكار لأفضل تصميم إنتاج، عن عمل:  الحلاق الشيطاني لشارع فليت
- جائزة الأوسكار لأفضل تصميم إنتاج، عن عمل: هيوغو

ترشيحات
- جائزة الأوسكار لأفضل تصميم أزياء
- جائزة الأوسكار لأفضل تصميم إنتاج
- جائزة الأوسكار لأفضل تصميم إنتاج، عن عمل: عصابات نيويورك
- جائزة الأوسكار لأفضل تصميم إنتاج، عن عمل: عصر البراءة
- جائزة الأوسكار لأفضل تصميم إنتاج، عن عمل: مقابلة مع مصاص الدماء

ترشح لـ:
- جائزة الأوسكار لأفضل تصميم أزياء، عن عمل: Kundun [الإنجليزية]‏
- جائزة الأوسكار لأفضل تصميم إنتاج، عن عمل: Kundun [الإنجليزية]‏
- جائزة الأوسكار لأفضل تصميم إنتاج، عن عمل: عصابات نيويورك
- جائزة الأوسكار لأفضل تصميم إنتاج، عن عمل: الطيار
- جائزة الأوسكار لأفضل تصميم إنتاج، عن عمل: سويني تود: الحلاق الشيطاني لشارع فليت
- جائزة الأوسكار لأفضل تصميم إنتاج، عن عمل: مقابلة مع مصاص الدماء
- جائزة الأوسكار لأفضل تصميم إنتاج، عن عمل: Hamlet (1990 film) [الإنجليزية]‏
- جائزة الأوسكار لأفضل تصميم إنتاج، عن عمل: عصر البراءة
- جائزة الأوسكار لأفضل تصميم إنتاج، عن عمل: The Adventures of Baron Munchausen [الإنجليزية]‏
- جائزة الأوسكار لأفضل تصميم إنتاج، عن عمل: هيوغو.

## وصلات خارجية
- دانتي فيريتي على موقع IMDb (الإنجليزية)
- دانتي فيريتي على موقع ألو سيني (الفرنسية)
- دانتي فيريتي على موقع أول موفي (الإنجليزية)
- دانتي فيريتي على موقع قاعدة بيانات الأفلام السويدية (السويدية)
- دانتي فيريتي على موقع قاعدة بيانات الفيلم (الإنجليزية)
- دانتي فيريتي على موقع كينوبويسك (الروسية)